# Cabine (bateau)
Pour les articles homonymes, voir Cabine.

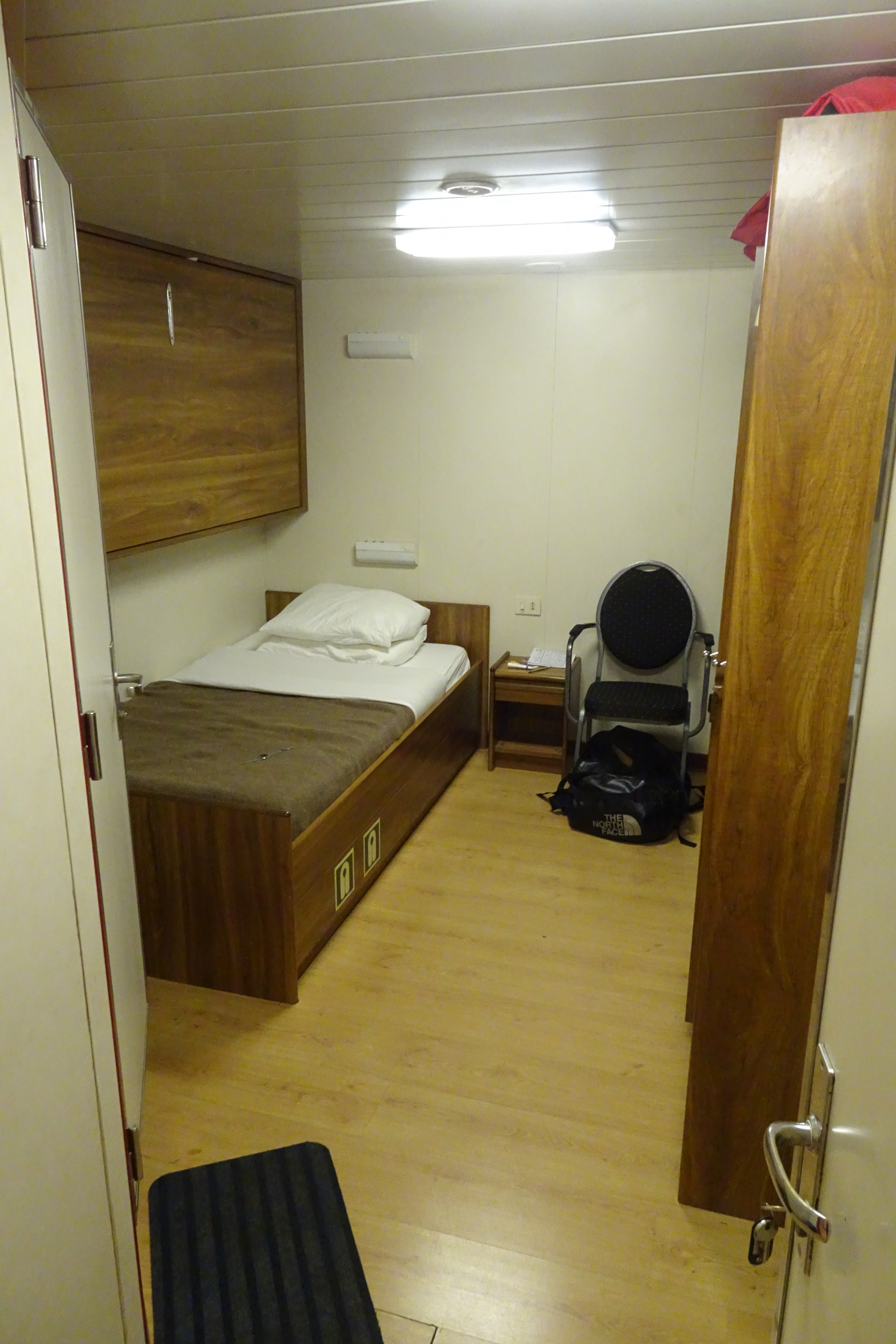
Cabine individuelle sans hublot du porte-conteneurs Grande Buenos Aires de la compagnie Grimaldi

Sur un bateau, une cabine désigne une pièce d'habitation pour une ou plusieurs personnes. 

## Description
Une cabine peut prendre plusieurs aspects : sur un grand navire, elle prend l'apparence d'une chambre d'hôtel pour les passagers et d'une chambre intégrée pour l'équipage. Sur un petit bateau et en particulier sur un voilier, la cabine intègre tous les équipements nécessaires à la vie quotidienne : couchettes, cuisine, carré, table à cartes et rangement.
Le mot cabine est employé dans la marine marchande. Il est proscrit du vocabulaire de la marine nationale française. Sur les bâtiments de guerre, les lieux de couchage collectifs sont appelés "postes d'équipage" pour les matelots et les quartiers-maîtres. En règle générale sur les navires modernes, les officiers mariniers sont logés dans des chambres, jusqu'à 4 occupants, et les officiers par chambres de 2 ou individuelles. Le commandant d'un grand bâtiment ou l'amiral qui y a hissé sa marque dispose d'un appartement de plusieurs pièces (bureau, chambre, salon-salle à manger, sanitaires…).